# ريناد ثلجي
ريناد ثلجي (1989 - 8 أبريل 2025)، ممثلة أردنية. وهي عضو نقابة الفنانين الأردنيين، وعضو فرقة المسرح الحر.

## سيرتها
وُلدت ريناد ثلجي في عمَّان، عام 1989. درست علم المكتبات في جامعة الحسين بن طلال وحصلت على شهادتها عام 2012. بدأت مسيرتها الفنية في الفرقة المسرحية الجامعية عام 2009.

## أعمالها
شاركت في العديد من الأعمال المسرحية منها "حرير آدم"، "بيت بلا شرفات"، "مسكارة"، "ألم عابر"، "سناء بلا ملامح"، "بوابة خمسة". ونالت عن مشاركتها في مسرحية "تضاد القمامة" جائزة أفضل دور ثانٍ في الدورة السادسة من مهرجان عشيات طقوس المسرحية عام 2013، وعن دورها في مسرحية "ثورات بلا عنوان" جائزة أفضل ممثلة في مهرجان فيلادلفيا للمسرح الجامعي العربي. 
أمَّا أعمالها التلفازية فتشمل:
- عشق بدوي - 2025
- حرائر البادية - 2024
- قضايا من البادية - 2024
- هام وشاهة - 2023
- المشراف - 2022
- هند - 2022
- أم الدنانير - 2021
- جلمود الصحارى - 2021
- كرم العلالي - 2021
- لعبة الانتقام - 2021
- الخوابي - 2020
- رياح السموم - 2020
- صبر العذوب - 2019
- نوف - 2018
- العزيمة - 2016
- هيك ومش هيك - 2016
- دي مو قراطية - 2015
- غافل غاوي مشاكل - 2015
- الصلح خير - 2013

## وفاتها
توفيت ريناد ثلجي في عمَّان، يوم الثلاثاء 10 شوال 1446هـ الموافق 8 أبريل (نَيْسان) 2025م، عن عمر ناهز ستًّا وثلاثين سنة، عقب إصابتها بداء السرطان.